# Agrostophyllum fragrans
Agrostophyllum fragrans är en orkidéart som beskrevs av Rudolf Schlechter. Agrostophyllum fragrans ingår i släktet Agrostophyllum och familjen orkidéer. Inga underarter finns listade i Catalogue of Life.